# درخت‌زی‌بینی‌وار

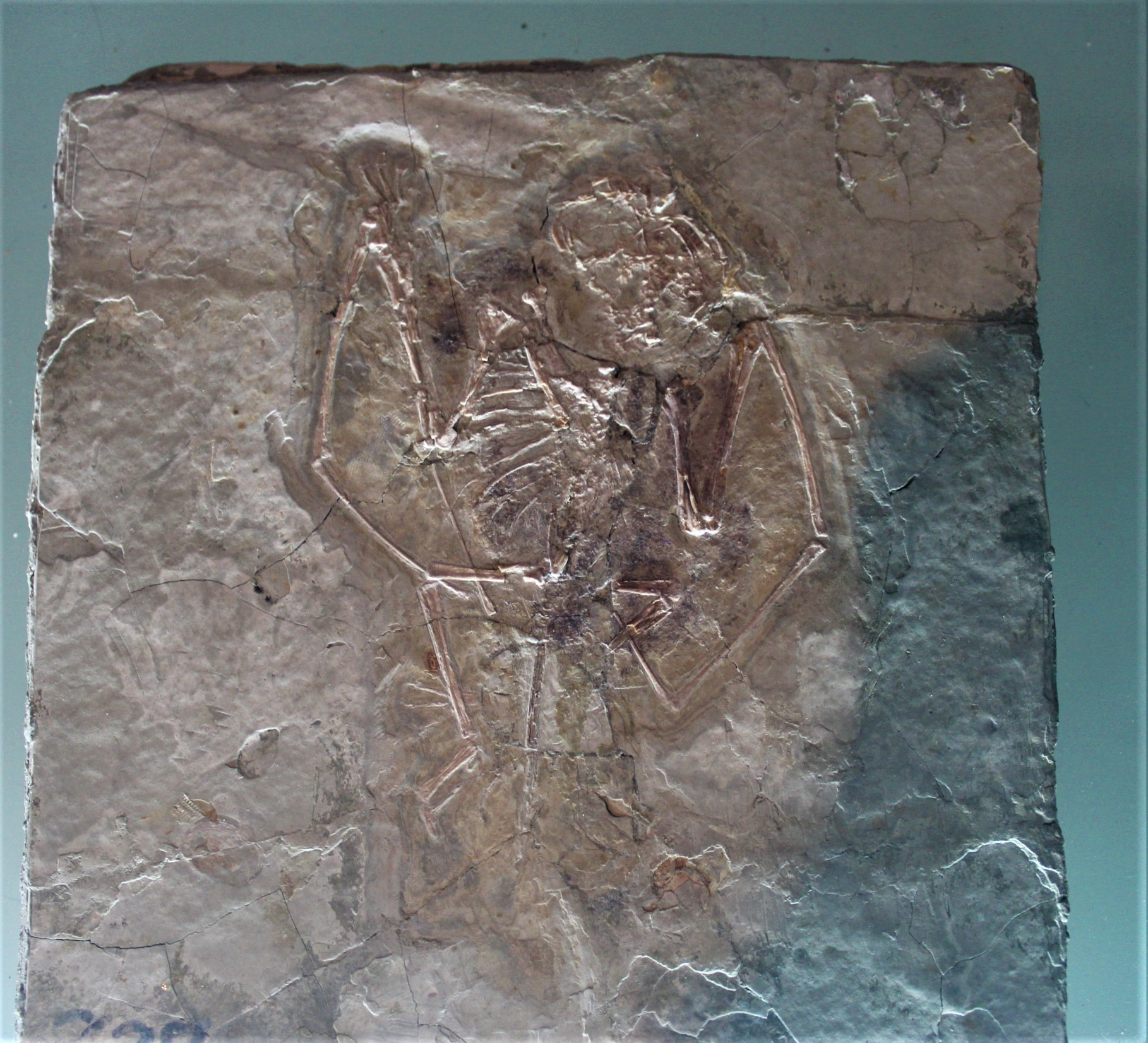
درخت‌زی‌بینی‌وار

درخت‌زی‌بینی‌وار (نام علمی: Dendrorhynchoides) نام یک سرده از تیره بی‌دم‌آروارگان است.